# Westminster Russia Forum
Le Westminster Russia Forum (WRF), autrefois et initialement baptisé Amis conservateurs de la Russie (CFoR) est une organisation de conservateurs anglais constitué mi-2012 à l'échelle du Royaume-Uni. Elle se présentait comme « à but non lucratif » et visant à promouvoir l'amélioration des relations du Royaume-Uni avec la Russie. Certains observateurs ont estimé, dès 2013, que la création de ce groupe et ses activités étaient l'une des expressions de la stratégie d'influence et d'infiltration des établissements politiques européens par le Kremlin sous Vladimir Poutine. Selon Nicholas Cobb (dernier président du groupe) : « Nous sommes apolitiques depuis 2014 ». 
Le groupe, qui a été présenté comme « le lobby du Kremlin à Londres » s'est auto-dissous au moment de l'invasion de l'Ukraine par la Russie, au motif, selon ses dires, de « l'invasion illégale, barbare et injustifiée de l'Ukraine souveraine ».

## Histoire
Selon Richard Royal (alors lobbyiste, consultant en relations publiques, membre du Parti conservateur depuis 1998, et premier président du groupe) et directeur des affaires publiques du groupe de pari Ladbrokes, l'idée de créer le CFoR lui serait venue en 2010, et il en aurait d'abord parlé avec CCHQ (Conservative Campaign Headquarters) en novembre 2010. R. Royal a appris le russe au King's College London et a exercé la profession de lobbyiste pour diverses entreprises et groupes. 
En août 2012, ce groupe est lancé sous le nom "Conservative Friends of Russia" (Amis conservateurs de la Russie) par des personnalités du monde politique conservateur. Interrogé par The Guardian, Royal argumente alors l'intérêt de ce groupe par le fait qu'il était anormal qu'au sein du parlement, il n'y avait pas encore de groupe d'amitié avec la Russie, ajoutant que :
« La Grande-Bretagne est dans une situation économique difficile et devrait chercher à supprimer les obstacles au commerce et à l'emploi, en particulier avec un pays regorgeant de ressources naturelles. Actuellement, de nombreuses entreprises ont du mal à commercer en raison de complications liées aux visas qui pourraient être facilement résolues par les politiciens, mais peu sont prêtes à s'asseoir et à écouter les hommes d'affaires commercer avec la Russie. Nous fournissons un forum pour permettre cet engagement et amplifier les voix des inconnus. 
Il existe de nombreux domaines de coopération potentielle entre le Royaume-Uni et la Russie. L'énergie est une évidence. Avec des prix qui augmentent rapidement en Grande-Bretagne, pourquoi ignorer le seul pays avec une quantité écrasante de ressources naturelles ? La science et la technologie en sont une autre, les deux pays étudiant la coopération dans l'espace. 
Ayant de plus en plus besoin des financements apportés par les étudiants étrangers, les universités britanniques accueillent environ 20 000 Russes chaque année. Ne leur devons nous pas sûrement un accueil chaleureux et un environnement d'apprentissage positif plutôt que de supposer qu'ils sont tous des espions ? ».
Le groupe se décrit lui même comme "une organisation créée pour ceux qui s'intéressent à la politique, aux affaires, à l'histoire et à la culture russes, dans le but de renforcer les relations entre les communautés britannique et russe et d'éclairer la prise de décision politique dans les deux pays". Mais selon une étude publiée par deux Think-tanks (Henry Jackson Society et Russian Studies Centre Policy), c'est une initiative du Kremlin, visant à approfondir sa "coopération" avec le Parti conservateur anglais, « dans une tentative de reconstruire les relations entre Londres et Moscou après le meurtre - largement reconnu par les services de sécurité russes - d'Alexander Litvinenko en 2005 ».
Le Conservative Friends of Russia est symboliquement lancé à l'Ambassade de Russie au Royaume-Uni à Londres.
Matthew Elliott en est l'un des principaux membres fondateurs,. Ce stratège et lobbyiste politique de la droite conservatrice britannique, sera ensuite très impliqué dans la promotion et l'avènement du Brexit, dont en fondant en 2004 et en dirigeant trois groupes de pression :
1. TaxPayers' Alliance ;
2. Big Brother Watch ;
3. Business for Britain.

Dès la création de ce groupe, il reçoit des critiques et commentaires mitigés de la part de divers observateurs et médias, et de la part de partisans et d'opposants aux conservateurs, certains journalistes remettant notamment en cause sa neutralité vis-à-vis de la Russie.
Parmi les fondateurs et vice-présidents honoraires du Groupe (qui sera renommé, dès la fin 2012 "Westminster Russia Forum", mais rossrésidé[Quoi ?] par Richard Royal) figuraient plusieurs figures parlementaires notables, dont au sein de son conseil d'administration : 
- Sir Malcolm Rifkind (ancien secrétaire à la Défense et aux Affaires étrangères, et président honoraire du groupe) ;
- John Whittingdale (député) ;
- Andrew Rosindell (député) ;
- Nigel Evans (député) ;
- Robert Buckland  (député) ;

Selon le groupe : il est « géré par des bénévoles sur leur temps libre, ne recevant ni salaire ni frais (...) Les très maigres finances ne provenaient de rien d'autre que des frais d'adhésion et de la vente de billets pour les événements ».
R. Royal, après trois ans et un mois de présidence, abandonne le groupe pour, selon son profil Linkedin, en 2015, se porter (sans succès) candidat (parlementaire) lors des élections générales britanniques de 2015.

### Activités des "Amis conservateurs de la Russie"
Après son lancement (fin 2012) le groupe a organisé de nombreux événements à Londres , ainsi qu'à l'occasion de la conférence du parti conservateur à Birmingham en 2012 puis au travers du Royaume-Uni.
En septembre 2012, le groupe fait voyage en 10 étapes en Russie, payé par Rossotrudnichestvo(Commission gouvernementale pour les compatriotes à l'étranger et du ministère des affaires étrangères de la fédération de Russie, créée par Dmitry Medvedev le 6 septembre 2008, présentée comme Agence gouvernementale fédérale russe autonome œuvrant pour l'aide étrangère civile et le développement d'échanges culturels, sous la juridiction du ministère russe des Affaires étrangères ; Elle a pour but de maintenir l'influence de la Russie dans la Communauté des États indépendants, dans les États étrangers dont en favorisant des liens amicaux pour l'avancement de la politique et de l'économie russes et au moins un membre du groupe est apparu sur le média russe Russia Today (RT).
La première grande campagne des "Amis conservateurs de la Russie"(qui fut un succès) a été que les vétérans britanniques de la Seconde Guerre mondiale de la campagne Arctic Convoy reçoivent la médaille Ouchakov donnée par le gouvernement russe en 2013. Cette campagne s'est notamment appuyée sur une lettre signée par trente-deux députés, soumise au Comité des distinctions honorifiques et décorations (HD) le jour du Souvenir, demandant que les anciens combattants soient récompensés par une médaille en reconnaissance du rôle qu'ils ont joué dans les missions vitales des convois dans l'Arctique tout au long de la Seconde Guerre mondiale. Le groupe a réussi à obtenir du ministère britannique des Affaires étrangères que les vétérans britanniques de l'Arctique de la Seconde Guerre mondiale reçoivent une médaille, si ce n'est la médaille russe Ouchakov. Il a notamment, le jour du Souvenir 2012, organisé la publication d'une lettre co-signée par trente-deux députés exigeant que les anciens combattants soient autorisés à recevoir cette médaille. En décembre 2012, le Premier ministre David Cameron annonce qu'une nouvelle médaille (médaille Arctic Convoy) sera créée.
Le groupe des "Amis conservateurs de la Russie" a subventionné ses membres pour qu'ils puissent assister à un événement réunissant des avocats internationaux discutant de l'incident des Pussy Riot. 
Il a organisé un débat sur l'élection présidentielle américaine et son impact sur les relations entre les deux pays.
Sous le mandat du premier président, Richard Royal, les évènements du groupe ont porté sur de nombreux sujets dont les Droits LGBT en Russie, avec comme conférenciers invités Peter Tatchell et Claire Harvey. 

D'autres invités ont été Jack Straw (ancien ministre des Affaires étrangères), John Mann} (conseiller en relations publiques de Roman Abramovich), Sir Jeremy Greenstock (ancien diplomate britannique),  Andrew Pierce (journaliste) ; Claire Harvey (Paralympique), Charles Tannock (député européen), Fabian Hamilton (ancien député travailliste), John Whittingdale (ancien secrétaire anglais à la Culture) ou encore les universitaires Richard Mole, Stephen White et Richard Sakwa ; ainsi que des auteurs comme Mark Hollingworth (auteur de 'Londongrad') et John Mole (auteur de 'Potato Oligar').
Son président, de janvier 2014 jusqu'à la dissolution du groupe le 1er mars 2022,a été Nicholas Cobb. Ce dernier se présentait comme « Russophile passionné (...) fondateur et directeur de Cobb Energy Communications - une société de conseil en communication, affaires publiques et matières premières axée sur la Russie/CEI et l'énergie, basée au Royaume-Uni ». Selon lui, le Westminster Russia Forum a « organisé plus de 80 événements ainsi qu'un blog actif et fait un énorme travail pour promouvoir les liens entre nos peuples (...) concentrés sur la promotion du commerce, de la culture et des liens entre les peuples » ; Le 1er mars 2022 Nicholas Cobb estime qu'en dépit de « succès notables, l'objectif ultime (...) poursuivi a échoué et en tant que tel, nous sommes en train de dissoudre le Westminster Russia Forum avec effet immédiat ». Début mars 2022, Nicholas Cobb a remis sa démission au conseil d'administration du WRF et a accepté la démission des autres membres.

## Contexte, groupes proches
- Russian-British Business Forum (basé à Londres, et œuvrant à la promotion du commerce et du développement international avec la Russie)
- Russian Asian Business Union (Gestion de portefeuilles)
- RU TALKS (Organisation d’événements ; Москва)
- LSE SU Russian Business and Culture Society (basé à Londres, et promouvant les programmes éducatifs relatifs à l'administration)...

## Critiques et controverses
La neutralité et les soutiens du groupe sont mis en question par les médias dès la création du groupe bien que ce dernier n'ait déclaré aucun lien politique ni parti pris avec la Russie, et ait clairement indiqué que son financement proviendrait de ses membres et/ou d'événements organisés par le groupe, qui publiera ses comptes financiers. Il a fourni au quartier général de la campagne conservatrice (CCHQ) un rapport complet indiquant les états financiers et les procès-verbaux des réunions pour démontrer qu'il n'y avait pas d'irrégularité.[réf. nécessaire]
Le 23 novembre 2012, le groupe brise ses engagements de neutralité en cherchant à publiquement ridiculiser l'ancien président du groupe parlementaire multipartite (APPG) sur la Russie, le député travailliste Chris Bryant, en publiant un communiqué de presse homophobe contenant une photo vieille de 10 ans, extraite d'un site de rencontre, représentant le député en sous-vêtements. Ce communiqué de presse coïncidait avec le renouvellement du président du groupe parlementaire multipartite anglais sur la Russie, jusqu'alors présidé par Chris Bryant et qui avait critiqué Vladimir Poutine et le bilan du Kremlin en matière de droits de l'homme.
Peu de temps après, Sir Malcolm Rifkind (ex-ministre sous les Premiers ministres Margaret Thatcher et John Major) et alors président du Comité du renseignement et de la sécurité démissionne du groupe en raison de son comportement et de son "orientation politique".
Fin novembre 2012, il est apparu que le contact-clé du groupe à l'ambassade de Russie à Londres était le premier secrétaire Sergey Nalobin. Ce dernier est le fils de Nikolay Nalobin, ancien général du KGB/FSB, qui a été le second responsable de la Division de la sécurité économique du Service fédéral de sécurité (l'organisation qui a succédé au KGB dans laquelle l'ancien officier du KGB Alexander Litvinenko a travaillé avant de faire défection en Angleterre où il a été assassiné en 2006 au polonium radioactif) ; Michael Weiss note que Nikolay Nalobin avait aussi un frère qui servait au FSB. 

Sergey Nalobin a invité le groupe nouvellement formé des Amis conservateurs de la Russie (CFoR) à organiser sa soirée de lancement en août dans le jardin de Kensington de l'ambassadeur de Russie, Alexander Yakovenko. Certains commentateurs, comme Michael Weiss, ont considéré que le Kremlin était directement à l'origine de la constitution du groupe.
Selon une étude coproduite par le think tank transatlantique néolibéral, et néoconservateur, consacré à la politique étrangère et la sécurité nationale, basé au Royaume-Uni Henry Jackson Society (HJS), et par le "Russia and eurasia Studies centre" (alors et depuis 2013 dirigé par le Dr Andrew Foxall, qui s'intéresse à la manière dont la Russie cherche aussi à "gagner les cœurs et les esprits" à la Henry Jackson Society), est au Royaume-uni l'un des efforts de « soft power » discrètement déployés par diplomatie publique de la Russie depuis le début des années 2000 pour faire avancer ses objectifs politiques, avec un certain succès, légal et n'ayant rien d'illégitime, mais posant selon les auteurs « un défi aux intérêts nationaux du Royaume-Uni, car les actions de la Russie sont devenues plus flagrantes ; l'influence de la Russie va également à l'encontre des valeurs fondamentales du Royaume-Uni, fondées sur la démocratie, les libertés et l'État de droit ».
En 2014, le groupe affirme qu'il sera dorénavant neutre, et au moment de sa dissolution(2022) son président affirmera : « depuis de nombreuses années, le WRF fait l'objet d'attaques injustifiées et sans fondement. Ceci est généralement le fait de trolls sans visage qui assimilent la promotion du dialogue à la complicité. Nous ne nous excuserons pas pour notre travail et nous terminons le Westminster Russia Forum la tête haute ».

### Changement de nom
À la suite des allégations de non-neutralité, le conseil d'administration du groupe perd rapidement des membres (élus) auxquels a été reproché d'être trop proches des autorités russes, voire des services secrets du Kremlin. Le groupe se rebaptise "Westminster Russia Forum", à nouveau présenté comme un groupe non partisan, prétendant, à la manière d'un think tank promouvoir une plate-forme ouverte pour débattre de diverses questions telles que la diplomatie internationale, la sécurité énergétique et les systèmes politiques internes.

## Auto-dissolution (2022)
Selon Nicholas Cobb (dans son annonce de dissolution) : « Alors que l'invasion illégale, barbare et injustifiée de l'Ukraine souveraine ne montre aucun signe de fin, nous voulons une fois de plus condamner complètement, sans équivoque et intégralement cet acte d'agression. Nous soutenons le peuple ukrainien et continuons d'être aux côtés du peuple russe - cette guerre n'est pas en son nom et nous continuerons à le soutenir en cas de besoin ».
Nicholas Cobb annonce que le site internet du groupe sera fermé, mais qu'il a « des milliers d'articles et de déclarations officielles qui peuvent être utiles pour la recherche et les études universitaires ». Parmi les personnels du WRF figurait notamment Mirjam Katharina Zwingli (Development & Marketing, PhD Candidate Communication Science & Media Research, Speaker EU Parliament Brussels) et Niall Hopkinson (Assistant to the board at Areani Resources).